# Muratoriho kánon

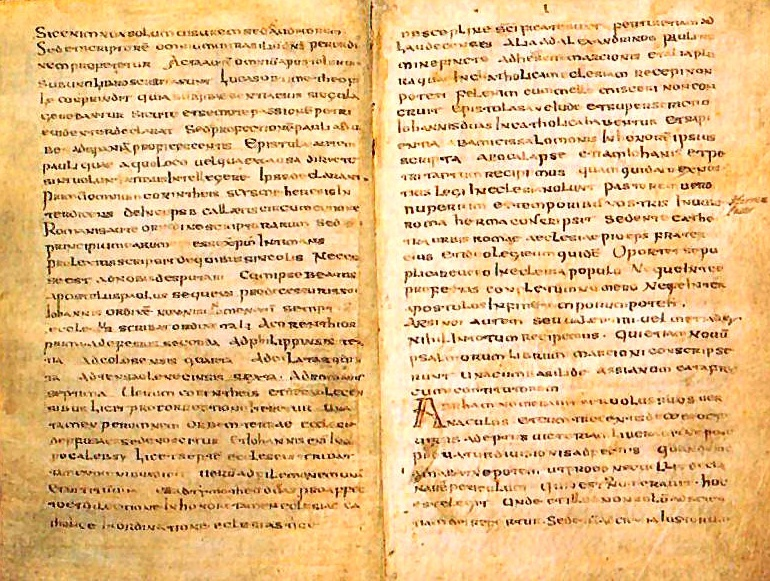
Muratoriho zlomek je zachován v Ambrosiánské knihovně v Miláně.

Muratoriho kánon nebo též Muratoriho zlomek je latinský text z 8. století obsahující seznam novozákonních knih. Nalezl jej v 18. století v milánské Ambrosiánské knihovně italský historik Ludovico Antonio Muratori, jehož jménem je dnes text označován.
Ačkoli fragment sám pochází z 8. století, samotný zaznamenaný text je o mnoho starší – je většinou datován kolem roku 200, avšak o této rané dataci existují vážné pochybnosti, které vedou k tomu, že se uvažuje o zařazení jeho vzniku do pozdější doby. Jeho význam spočívá v tom, že udává, které křesťanské spisy byly v té době v autorově okolí považovány za součást biblického kánonu, a pomáhá tak objasnit jeho složité dějiny. Jako normativní knihy udává čtyři evangelia, Skutky apoštolů, 13 listů sv. Pavla a 3 katolické listy (List Judův a 1. a 2. list Janův). Navíc proti dnešnímu Novému zákonu obsahuje i apokryfní Zjevení Petrovo, a Knihu moudrosti, dnes řazenou do Starého zákona. Explicitně vylučuje List Laodikejským a List Alexandrijským, Hermova Pastýře doporučuje jen k soukromé četbě.